# 門捷列夫斯克
55°54′N 52°19′E / 55.900°N 52.317°E
門捷列夫斯克（俄语：Менделе́евск）是俄羅斯韃靼斯坦共和國東部的一個城市，距首府喀山238公里。2002年人口22,027人。
1868年建立，1927年設市。1967年改以發現元素周期性的科學家德米特里·伊万诺维奇·门捷列夫命名。